# Светецът от форт Вашингтон
„Светецът от форт Вашингтон“ (на английски: The Saint of Fort Washington) е американски драматичен филм от 1993 г. на режисьора Тим Хънтър, и участват Мат Дилън и Дани Глоувър. Дилън печели наградата за най-добър актьор във филмовия фестивал в Стокхолм за изпълнението си през 1993 г.